# Gustav Becker
Gustav Becker fue un relojero alemán. Nació el 2 de mayo de 1819 en Oels en Silesia (hoy Oleśnica, voivodato de Baja Silesia) y murió el 14 de septiembre de 1885 durante un viaje en Berchtesgaden, Baviera. El 1 de abril de 1847 abrió su primer taller en Friburgo en Silesia según su publicación de apertura en El Mensajero Oficial de Friburgo (del alemán: Der Freiburger Amtsbote), no. 15 de 1847. Su negocio creció y pronto pudo trasladarlo a un local más grande. El 17 de septiembre de 1885 fue enterrado en el cementerio de Friburgo en Silesia. En 1899 la empresa Gustav Becker fusionó con otras empresas bajo el nombre Vereinigte Freiburger Uhrenfabriken Aktiengesellschaft vormals Gustav Becker (literalmente: Fábricas Fusionadas de Relojes de Friburgo, S.A., antes Gustav Becker).